# هيثر فيل
هيثر فيل (بالإنجليزية: Heather Fell)‏ هي متسابقة خماسي حديث بريطانية، ولدت في 3 مارس 1983 في بليموث في المملكة المتحدة.

## وصلات خارجية
- هيثر فيل على موقع الاتحاد الدولي للخماسي الحديث (الإنجليزية)
- هيثر فيل على موقع أوليمبيديا (الإنجليزية)
- هيثر فيل على موقع اللجنة الأولمبية البريطانية (الإنجليزية)